# Pakriaunys
Pakriaunys (hist. pol. Pokrewnie) – wieś na Litwie położona w rejonie rakiszeckim okręgu poniewieskiego, 16 km na południowy wschód od Rakiszek.

## Historia

### Własność
Tutejsze dobra, zlokalizowane nad rzeką Krewną, były nadane kniaziowi Michałowi Oboleńskiemu. Miały powierzchnię 1200 dziesięcin i obejmowały szereg folwarków, w tym Pokrewnie. W 1667 roku należały do Piotra Rudomina-Dusiackiego, następnie do rodziny Pac-Pomarnackich h. Gozdawa. Konstancja Pac-Pomarnacka (~1780–1868), wychodząc za Krzysztofa Broel-Platera, wniosła ten majątek do rodziny męża. Ich córka Antonina (~1810–1842), wychodząc w 1827 roku za Jana Feliksa Weyssenhoffa (1791–1879), wniosła z kolei te dobra do rodziny Weyssenhoffów. Po śmierci Jana Feliksa Weyssenhoffa Pokrewnie odziedziczył ich młodszy syn Antoni (1842–1912), żonaty z Pauliną Kończanką, córką Medarda i Pauliny z Białłozorów. Ponieważ małżeństwo było bezdzietne, Pokrewnie przypadły synom starszego brata Antoniego, Władysława (1830–1900) – Janowi Antoniemu (1868–1946) i Henrykowi (1859–1930) Weyssenhoffom. Władze litewskie jednak uniemożliwiły objęcie przez nich majątku, więc wdowa po Antonim, Paulina z Kończów Weyssenhoffowa, w porozumieniu z bratankami męża, sprzedała pozostawioną jej po reformie rolnej resztkę majątku. Pokrewnie kupił nabywca litewski.
Henryk Weyssenhoff urodził się w tym majątku.

### Przynależność administracyjna
| rok  | liczba ludności |
| ---- | --------------- |
| 1902 | 335             |
| 1923 | 285             |
| 1959 | 213             |
| 1970 | 114             |
| 1979 | 86              |
| 1989 | 53              |
| 2001 | 41              |
| 2011 | 47              |

- W I Rzeczypospolitej – w województwie wileńskim Rzeczypospolitej[2];
- po III rozbiorze Polski (od 1795 roku) majątek należał do gminy i parafii Krewno (lit. Kriaunos) w powiecie nowoaleksandrowskim (ujeździe) guberni wileńskiej (w latach 1797–1801 guberni litewskiej), a od 1843 roku guberni kowieńskiej Imperium Rosyjskiego[3];
- od 1922 roku wieś należy do Litwy, która w okresie 1940–1990, jako Litewska Socjalistyczna Republika Radziecka, wchodziła w skład ZSRR.

## Dwór
Według miejscowych przekazów w drugiej połowie XVIII wieku Pac-Pomarnaccy wybudowali tu parterowy, jedenastoosiowy, na niewysokiej podmurówce, modrzewiowy dwór, który zachował się z niewielkimi zmianami do 1939 roku. Był wzniesiony na planie prostokąta, od tyłu miał dwa skrzydła boczne, które nadawały mu kształt podkowy. W środkowej części dodano piętro, ta część była od frontu poprzedzona portykiem o czterech parach kolumn w wielkim porządku, podpierających trójkątny szczyt. Na pierwszym piętrze portyku mieścił się balkonik. Pod portyk prowadziło kilka stopni. Do obu skrzydeł bocznych były wejścia przez małe ganki. W latach 1836–1839 Jan Feliks Weyssenhoff przebudował dom, zmiana dotyczyła głównie wnętrz. Wymieniono posadzki, zmieniono drzwi i ramy okienne. Położono też inny dach, który zmienił nieco sylwetkę domu. Wcześniejszy wyższy, łamany, zastąpiono wówczas czterospadowym dachem, krytym gontem. Dwór leżał w dużym parku, w którym były szpalery lipowe i gazon przed frontem domu
Do dziś zachowały się resztki parku. Po dworze został kawałek drewnianej ściany, ruina młyna i zdewastowany cmentarzyk, gdzie pochowani są Weyssenhoffowie.
Majątek Pokrewnie został opisany w 4. tomie Dziejów rezydencji na dawnych kresach Rzeczypospolitej Romana Aftanazego.

## Kamień – pomnik przyrody
Około 100 m od najbliższych zabudowań, nad rzeką leży kamień (o nazwie „Stopy Boga, anioła i diabła), który jest chronionym pomnikiem przyrody. Według legendy bardzo dawno temu tam, gdzie znajduje się kamień, Bóg szedł z aniołem. Kiedy siedzący tam diabeł ich zobaczył, zamienił się w anioła i podszedł do nich. Bóg nie wiedział, który z dwóch aniołów był tym prawdziwym. Nie wiedząc, jak ich rozróżnić, Bóg wziął trzy kamienie, jeden zostawił sobie, a dwa pozostałe dał aniołowi i diabłu. Wszyscy trzej zatrzymali się na kamieniu. I Bóg rzekł „Niech każdy wrzuci kamień do swojej rzeki”. Wszyscy trzej rzucili kamienie, kamienie Boga i anioła poleciały do nieba, a diabła – do rzeki. Dowiedział się więc Bóg, który anioł był oszustem. Na pamiątkę tego wydarzenia na kamieniu, na którym stali ci trzej, zostały odciśnięte ich stopy.